# HD 152408
HD 152408，又名CD-4010919，SAO 227425、HR 6272，是一颗恒星，视星等为5.77，位于銀經344.08，銀緯1.49，其B1900.0坐标为赤經16h 47m 59.8s，赤緯-40° 1.49′ 12″。